# Maria de Fátima Mendonça
Maria de Fátima Mendonça, oft auch nur Fátima Mendonça, ist eine mosambikanische Schriftstellerin, Literaturwissenschaftlerin und ehemalige Hochschullehrerin der Eduardo-Mondlane-Universität.

## Leben

### Akademische Karriere
Mendonça arbeitete nach der Unabhängigkeit Mosambiks an der Eduardo-Mondlane-Universität in Maputo als unterstützende Professorin (Professora Auxiliar) für Sozialwissenschaften und Literaturwissenschaften. Sie unterrichtete vor allem in der Disziplin der Literaturwissenschaften und gab Kurse zur Mosambikanischen Literatur, Vergleichende Literaturwissenschaft, Vergleichende Afrikanische Literaturwissenschaften. Neben der Lehre in Maputo war Mendonça Gastdozentin in zahlreichen Universitäten der Welt: Moskau (Patrice-Lumumba-Universität), Rennes, Poitiers, Salamanca, Santiago de Compostela, Witwatersrand, Coimbra, Lissabon (Universität Lissabon und Neue Universität Lissabon), Pontifícia Universidade Católica de Minas Gerais, São Paulo und Rio de Janeiro.
2004 pensionierte sich Mendonça, wechselte jedoch 2007 als Forscherin zum Forschungsklaster zu lusofonen Literatur der Universität von Lissabon (Centro de Culturas e Literaturas lusófonas e europeias da Universidade de Lisboa; CLEPUL). Sie forscht vor allem zur mosambikanischen Literaturgeschichte mit einem komparativen Fokus. Derzeit erforscht sie Beziehungen zwischen der mosambikanischen Literaturlandschaft der 1940er bis 1960er Jahre und der Bewegung der literarischen Moderne, mit Bezügen zum Dadaismus, dem französischen Surrealismus, dem portugiesischen Neorealismus und dem brasilianischen Modernismus.

### Arbeit für den mosambikanischen Staat
Unabhängig von ihrer akademischen Karriere engagierte sich Mendonça bis zuletzt für den mosambikanischen Staat. Unter anderem war sie als Beraterin des mosambikanischen Bildungs- und Kulturministeriums für die Gestaltung des Lehrplans der Hochschule für Kunst und Kultur beauftragt. Auch war sie in verschiedenen Gremien für die staatliche Schulbuchpolitik zuständig und erarbeitete für die Weltbank Portugiesisch-Lehrpläne für die 11. und 12. Klasse.

### Ehrungen und Mitgliedschaften
Maria de Fátima Mendonça war und ist als anerkannte mosambikanische Literaturwissenschaftlerin in verschiedenen Jurys für Literaturpreise tätig gewesen, unter anderem für den Preis Marquês de Valle Flor für afrikanische Literatur, für den Preis Prémio José Craveirinha, in der Jury für den Preis der Zimbabwe International Book Fair sowie für die Auswahl „Africa 100 best books“.
Sie ist des Weiteren Gründungsmitglied des mosambikanischen Schriftstellerverbands (Associação dos Escritores Moçambicanos) sowie Mitglied der internationalen Vereinigung für vergleichende Literaturwissenschaften, der Modern Language Association (MLA) und der Association pour l’Étude des Littératures Africaines (APELA).
2016 erhielt sie für ihre Arbeit und ihr Wirken den Prémio José Craveirinha.